# أرش ميريل
أرش ميريل (بالإنجليزية: Arch Merrill)‏ هو صحفي أمريكي، ولد في 5 أغسطس 1894، وتوفي في 15 يوليو 1974.